# Akron (Ohio)
Akron is een stad in de Amerikaanse staat Ohio en telt 217.074 inwoners. Het is hiermee de 81e stad in de Verenigde Staten (2000). De oppervlakte bedraagt 160,8 km², waarmee het de 107e stad is. Het is tevens de hoofdstad van Summit county.

## Demografie
Van de bevolking is 13,5 % ouder dan 65 jaar en bestaat voor 33,1 % uit eenpersoonshuishoudens. De werkloosheid bedraagt 5,6 % (cijfers volkstelling 2000).
Ongeveer 1,2 % van de bevolking van Akron bestaat uit hispanics en latino's, 28,5 % is van Afrikaanse oorsprong en 1,5 % van Aziatische oorsprong.
Het aantal inwoners daalde van 223.182 in 1990 naar 217.074 in 2000.

## Klimaat
In januari is de gemiddelde temperatuur -4,0 °C, in juli is dat 22,2 °C. Jaarlijks valt er gemiddeld 935,2 mm neerslag (gegevens op basis van de meetperiode 1961-1990).

## Bekende organisaties
Akron wordt ook wel aangeduid als de "rubberhoofdstad" van de Verenigde Staten. Dit is vooral te danken aan het feit dat Goodyear hier haar hoofdkantoor heeft. Ook  Firestone Tire and Rubber Company was in Akron gevestigd, evenals General Tire and Rubber. Akron zelf kent tegenwoordig nog twee buurten waarvan de namen naar de banden met de rubberindustrie verwijzen: Goodyear Heights en Firestone Park. Ook de Firestone Country Club verwijst nog steeds naar dit industriële verleden.
Eind jaren twintig en begin jaren dertig bouwde Goodyear in Akron verschillende zeppelin luchtschepen, waaronder de ZRS-4 "USS Akron" en de ZRS-5 "USS Macon".
Behalve de rubberproductie had ook Quaker Oats oorspronkelijk haar hoofdkantoor in Akron.  Tevens ontstond in 1935 de Anonieme Alcoholisten, ook wel bekend als A.A.
Naast de gezondheidssector in de vorm van het Summa Healthcare Systeem en de rubberindustrie, is tegenwoordig ook de Universiteit van Akron een van de grotere lokale werkgevers.

## Plaatsen in de nabije omgeving
De onderstaande figuur toont nabijgelegen plaatsen in een straal van 12 km rond Akron.

## Geboren in Akron
- Willard Van Orman Quine (1908-2000), logicus en filosoof
- Vaughn Monroe (1911-1973), zanger
- Jaroslav Pelikan (1923-2006), theoloog en historicus
- Lola Albright (1924-2017), actrice
- Shirley Fry (1927-2021), tennis- en badmintonspeelster
- Hayes Alan Jenkins (1933), kunstschaatser
- David Jenkins (1936), kunstschaatser
- Richard Smalley (1943-2005), scheikundige en Nobelprijswinnaar (1996)
- Neal Smith (1947), rockmuzikant (Alice Cooper Band)
- Judith Resnik (1949-1986), ingenieur en astronaute
- Chrissie Hynde (1951), zangeres en gitariste
- Jim Jarmusch (1953), filmregisseur
- James Ingram (1956), zanger-muzikant
- Butch Reynolds (1964), sprinter
- Melina Kanakaredes (1967), actrice
- Angie Everhart (1969), actrice en filmproducente
- Dan Auerbach (1979), zanger-gitarist The Black Keys
- Patrick Carney (1980), drummer The Black Keys
- John Magaro (1983), acteur
- LeBron James (1984), basketballer
- Stephen Curry (1988), basketballer
- Michael Anthony, acteur

## Trivia
- Akron was de eerste plaats ter wereld waar politieauto's rondreden.
- In de serie Bates Motel noemt Norma Bates de plaats Akron als haar geboorteplaats (s1e10).
- NORKA (Akron achterstevoren gespeld) is de naam van een frisdrank uit Akron.